# 845
845 (DCCCXLV) je bilo navadno leto, ki se je po julijanskem koledarju začelo na četrtek.

## Dogodki
- 1. januar

## Rojstva
Neznan datum
- Árpád, vodja zveze madžarskih plemen  († 907)
- Berengar I., kralj Italije  († 924)
- Sjemovit, vojvoda Zahodnih Poljanov († okoli 900)